# 1521

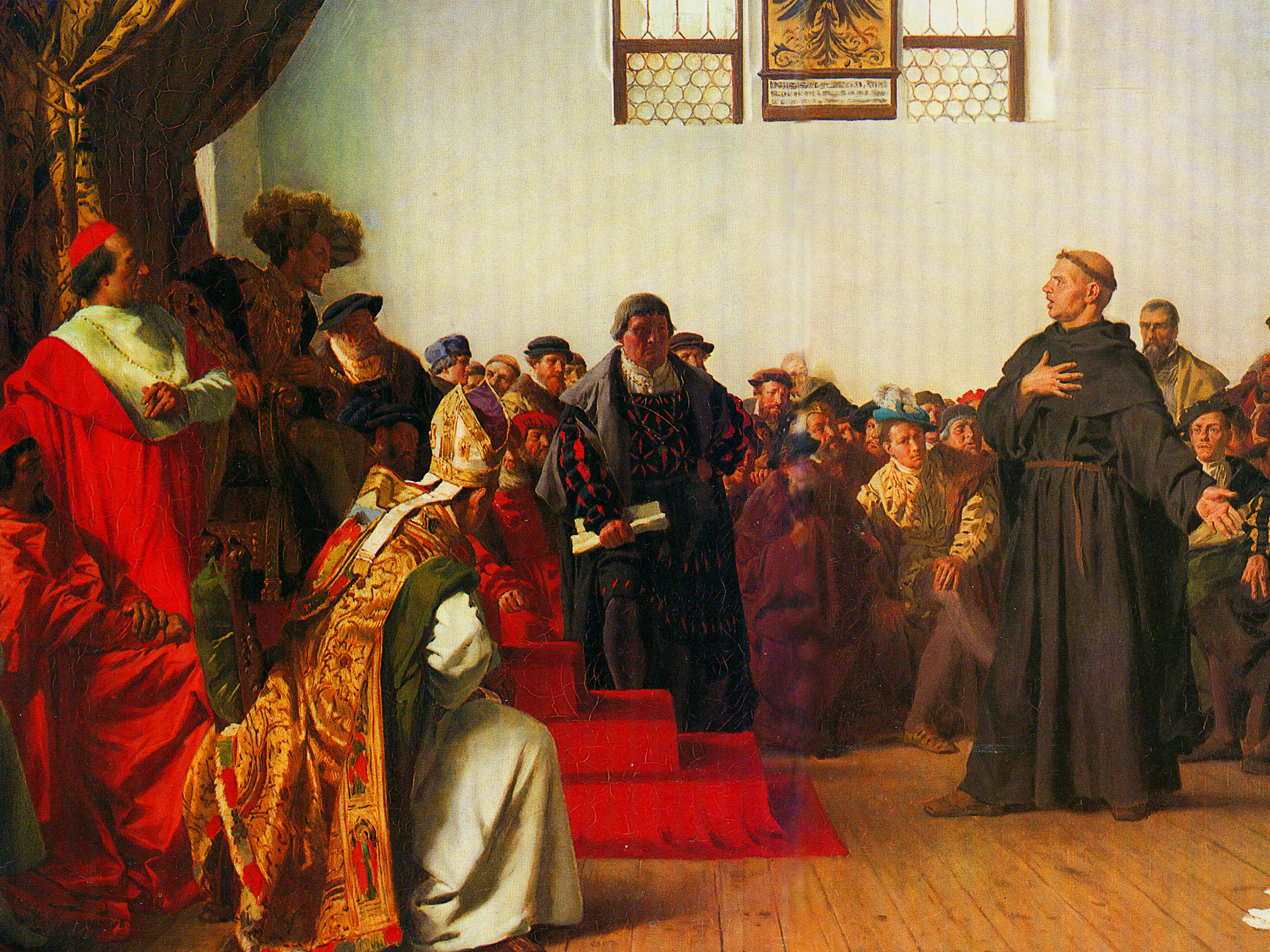
Luther voor de Rijksdag

Het jaar 1521 is het 21e jaar in de 16e eeuw volgens de christelijke jaartelling.

## Gebeurtenissen
januari
- 3 - Paus Leo X vaardigt de bul Decet Romanum Pontificem. Maarten Luther en zijn volgelingen worden tot ketter verklaart en geëxcommuniceerd.
- 28 januari-25 mei - Rijksdag van Worms. Tijdens deze Rijksdag verdedigt Maarten Luther zijn stellingen, en wordt hij omdat hij deze weigert te herroepen, in de Rijksban gedaan.

april
- 7 - Ferdinand Magellaan komt met drie schepen aan op Cebu en ontdekt daarmee de Filipijnen.
- 16-25 - Maarten Luther verschijnt voor de Rijksdag en verdedigt zijn geschriften.
- 23 - Slag bij Villalar: De opstandelingen in de Opstand van de comunidades worden verslagen door koning Karel I.
- 24 - In Salamanca worden de leiders van de Opstand van de Comunidades onthoofd.
- 27 - Ferdinand Magellaan sneuvelt op het strand van Mactan in een conflict met de plaatselijke hoofdman Lapu-Lapu.

mei
- 6 - Luther komt aan bij de Wartburg in Eisenach, waar hij onder bescherming van de keurvorst van Saksen zich gedurende een jaar verschuilt, en het Nieuwe Testament in het Duits vertaalt.
- 26 - Edict van Worms: Maarten Luther wordt in de rijksban gedaan.
- 31 - Begin van het Beleg van Tenochtitlan, de hoofdstad van de Azteken, door Hernan Cortés.

juni
- Italiaanse Oorlog: Keizer Karel V valt vanuit de Zuidelijke Nederlanden Frankrijk binnen, nadat hij een Franse aanval heeft afgeslagen, en slaat het beleg op voor Doornik.
- Juan Ponce de León doet een mislukte poging Florida te koloniseren.

augustus
- 13 - Cuauhtemoc, de laatste Azteekse hueyi tlahtoani, geeft zich over aan de Spanjaarden onder Hernán Cortés. Einde van het Aztekenrijk.
- 29 - Einde van het Beleg van Belgrado. De Ottomanen onder Süleyman I veroveren Belgrado, waarmee nu geheel Servië in Ottomaanse handen is.

oktober
- 12 - Paus Leo X verleent de Engelse koning Hendrik VIII de titel "defensor fidei" (verdediger van het geloof).
- 25 - Toledo geeft zich over als laatste stad die nog in handen is van de Opstand van de comunidades.

november
- Keizer Karel V, Hendrik VIII en paus Leo X sluiten een verbond gericht tegen Frankrijk.

december
- 3 - Karel V verovert de stad Doornik op de Fransen.

zonder datum
- Begin van de Zweedse Onafhankelijkheidsoorlog tegen Christiaan II van Denemarken, geleid door Gustaaf Wasa.
- Het Vorstendom Rjazan houdt op te bestaan en wordt bij Moskovië gevoegd.
- Maarten Luther duikt onder in Eisenach en vertaalt het Nieuwe Testament in het Duits.
- De Onze-Lieve-Vrouwekathedraal in Antwerpen komt gereed.
- João Alvarees Fagundes sticht een kortbestaande kolonie op Cape Bretoneiland.
- De carolusgulden wordt in omloop gebracht.
- In Tlaxcala wordt de San Francisco ingewijd, de oudste kerk op het Amerikaanse vasteland.
- Francisco Gordillo landt op de kust van South Carolina.
- De Ajudabrug tussen Elvas (Portugal) en Olivenza (Spanje) wordt gebouwd.

## Beeldende kunst

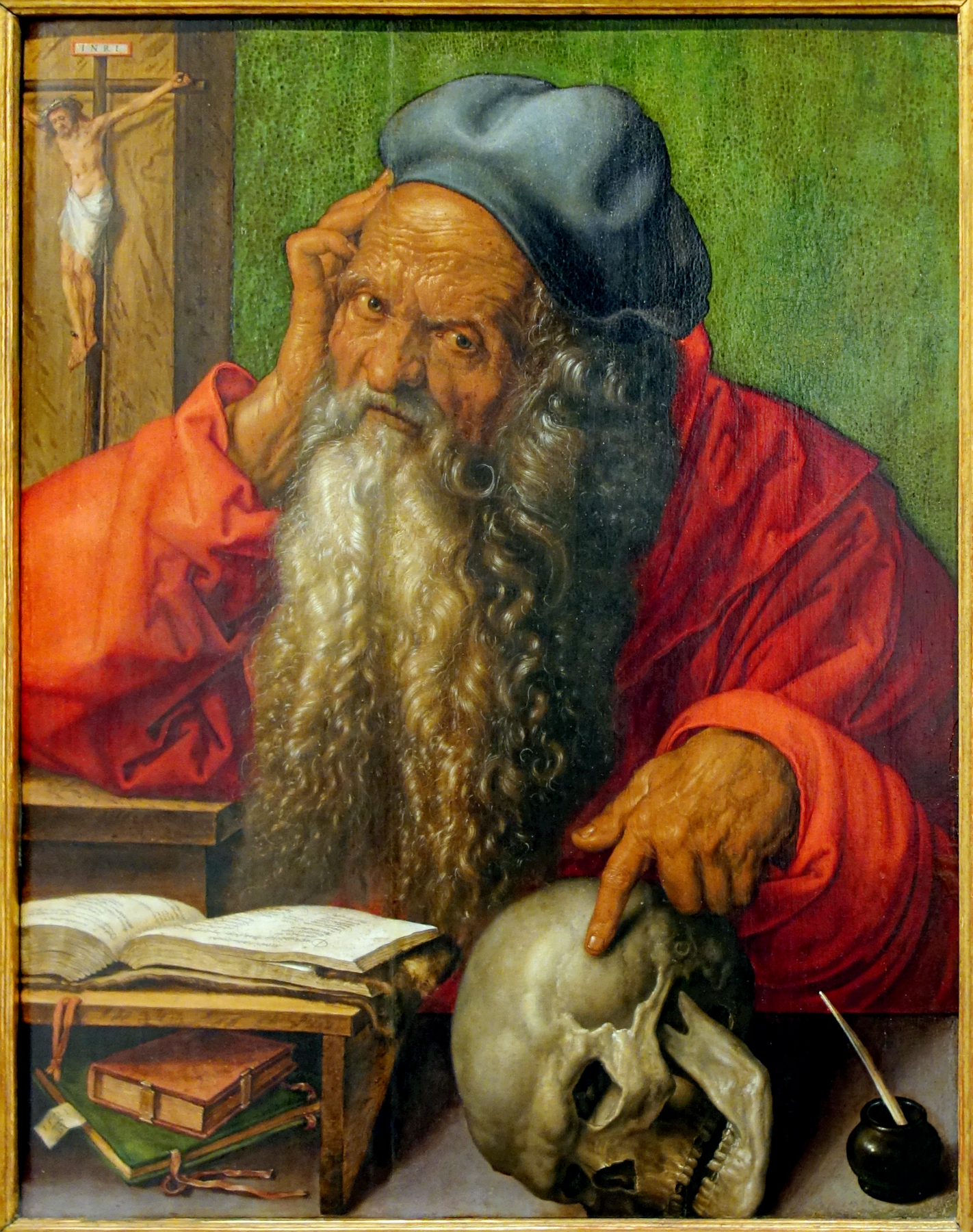
Albrecht Dürer: De Heilige Hiëronymus in zijn studeerkamer
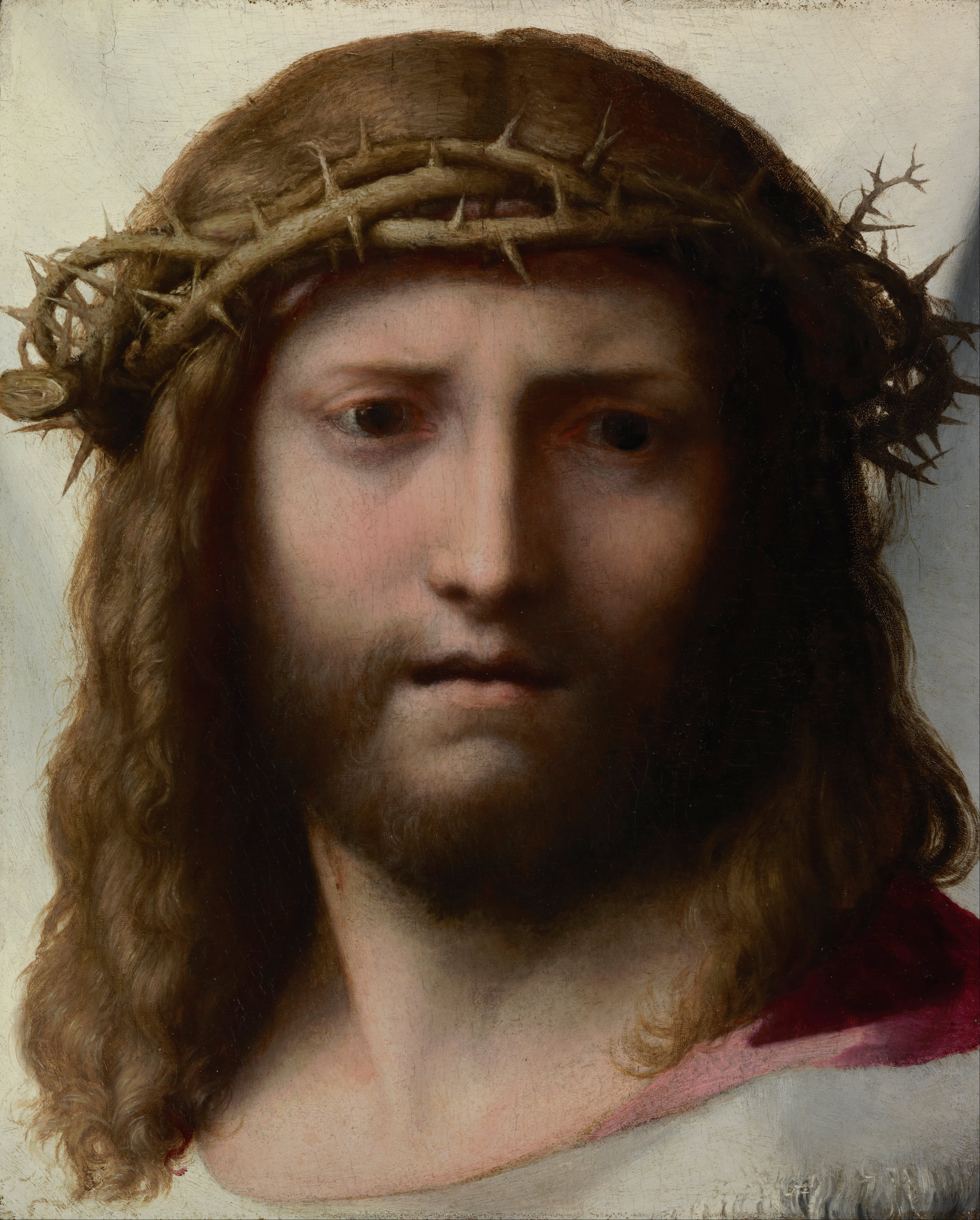
Correggio: Het hoofd van Christus
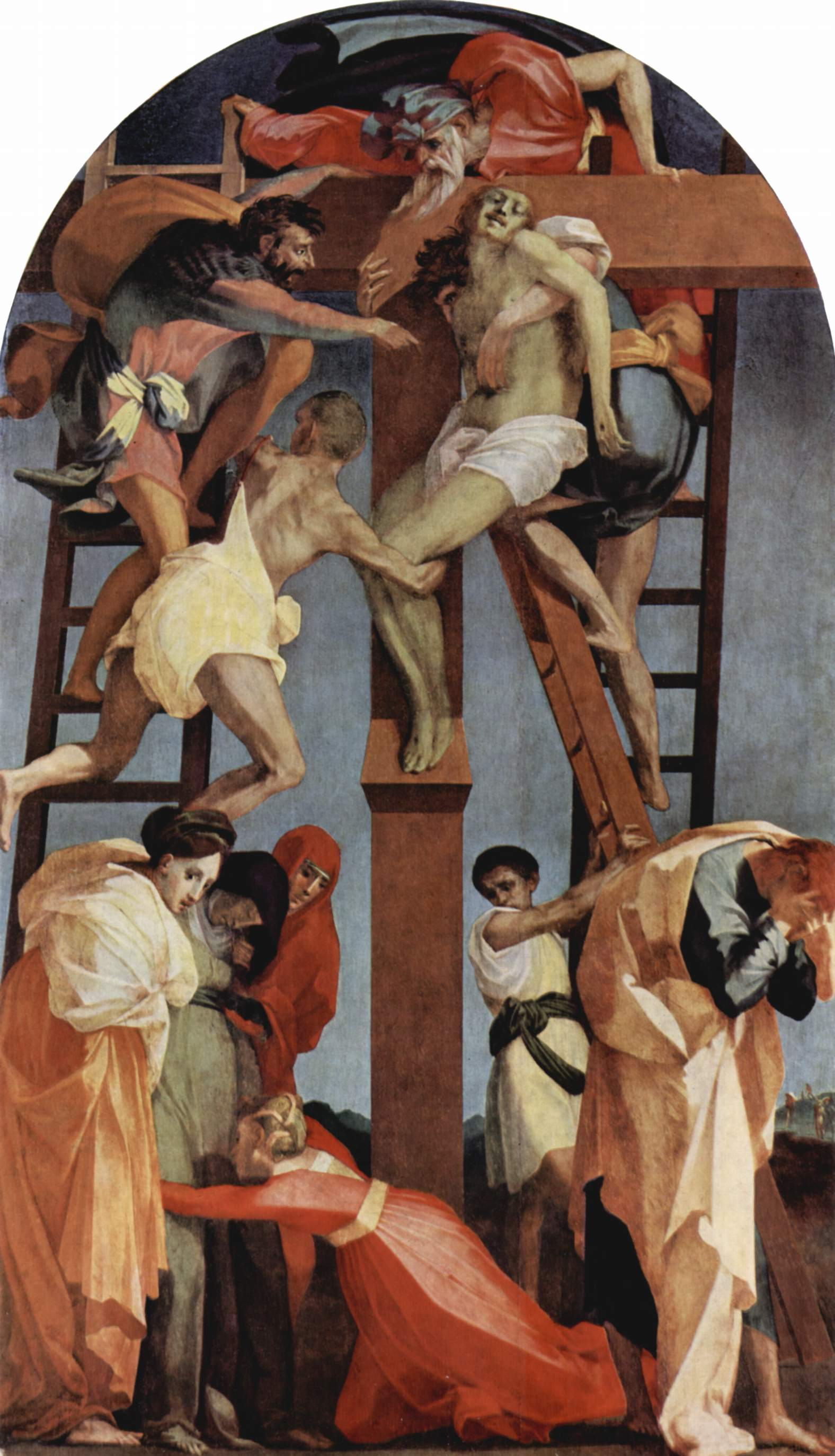
Rosso Fiorentino: Kruisafname
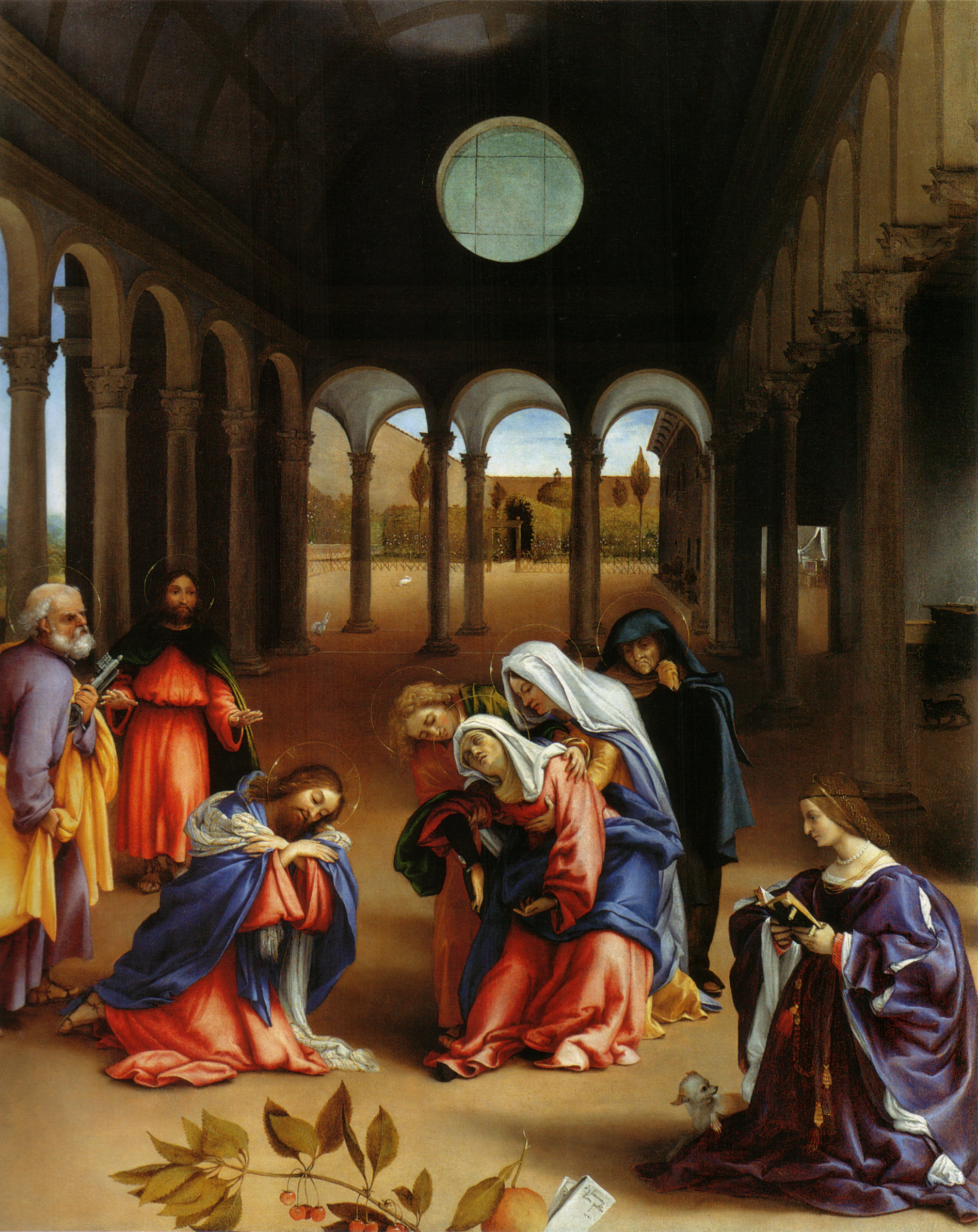
Lorenzo Lotto: Christus neemt afscheid van zijn moeder
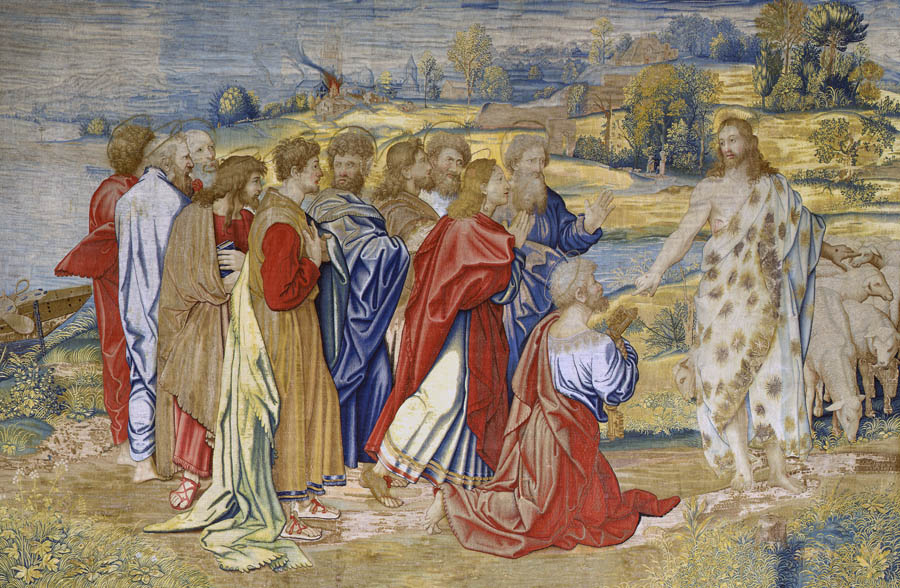
atelier Pieter van Edingen: Handelingen van de Apostelen (1516-1521)

## Opvolging
- Brieg: George I opgevolgd door zijn broer Frederik II van Legnica
- Generalitat de Catalunya: Bernat de Corbera opgevolgd door Joan Margarit i de Requesens
- Demak: Pati Oenoes opgevolgd door Trenggana
- Friesland (stadhouder): Wilhelm van Roggendorf opgevolgd door Georg Schenck van Toutenburg
- Kleef - Johan II opgevolgd door zijn zoon Johan van Gulik en Berg
- Ming (China) - Zhengde opgevolgd door zijn neef Jiajing
- Nevers en Eu - Karel II opgevolgd door zijn zoon Frans I
- Oostenrijk - koning Karel V opgevolgd door zijn broer Ferdinand I
- Portugal - Emanuel I opgevolgd door zijn zoon Johan III
- Ratibor: Valentijn van Ratibor opgevolgd door Jan van Oppeln
- Orde van Sint-Jan: Fabrizio del Carretto opgevolgd door Philippe Villiers de l'Isle Adam
- Venetië: Leonardo Loredan opgevolgd door Antonio Grimani

## Afbeeldingen

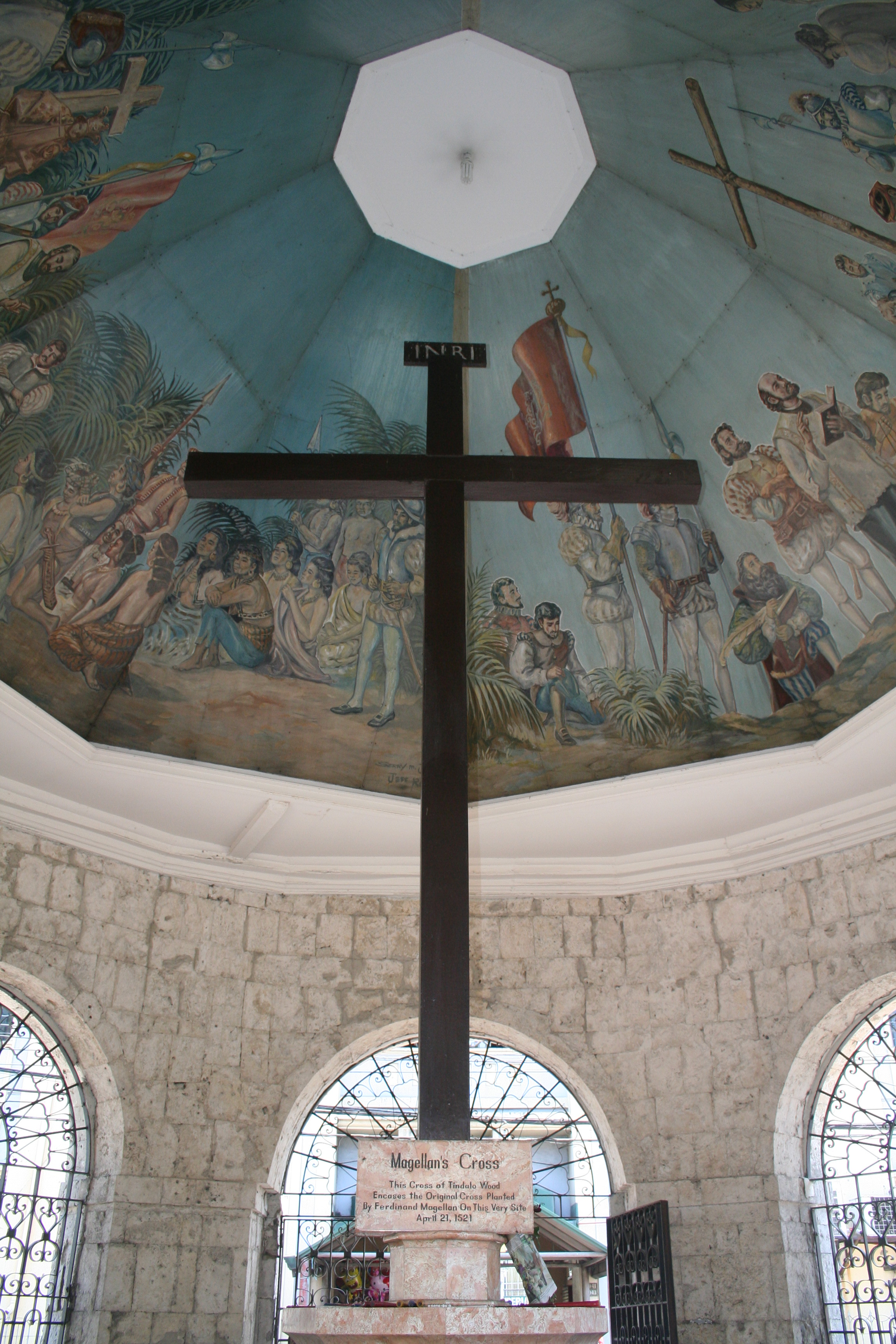
Magellan's Cross, door Magellaan opgericht op Cebu
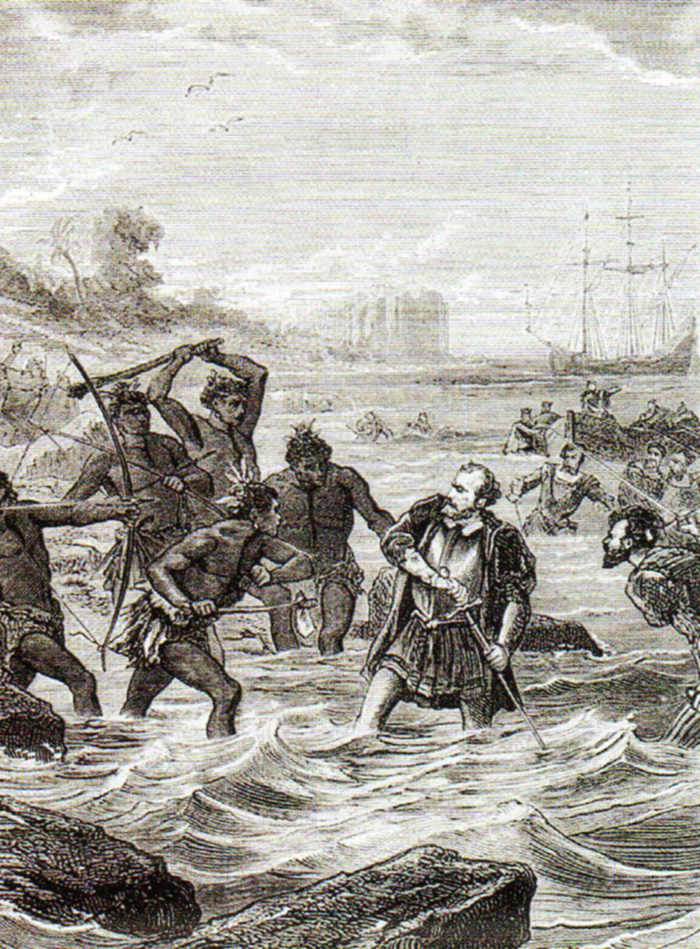
De dood van Ferdinand Magellaan
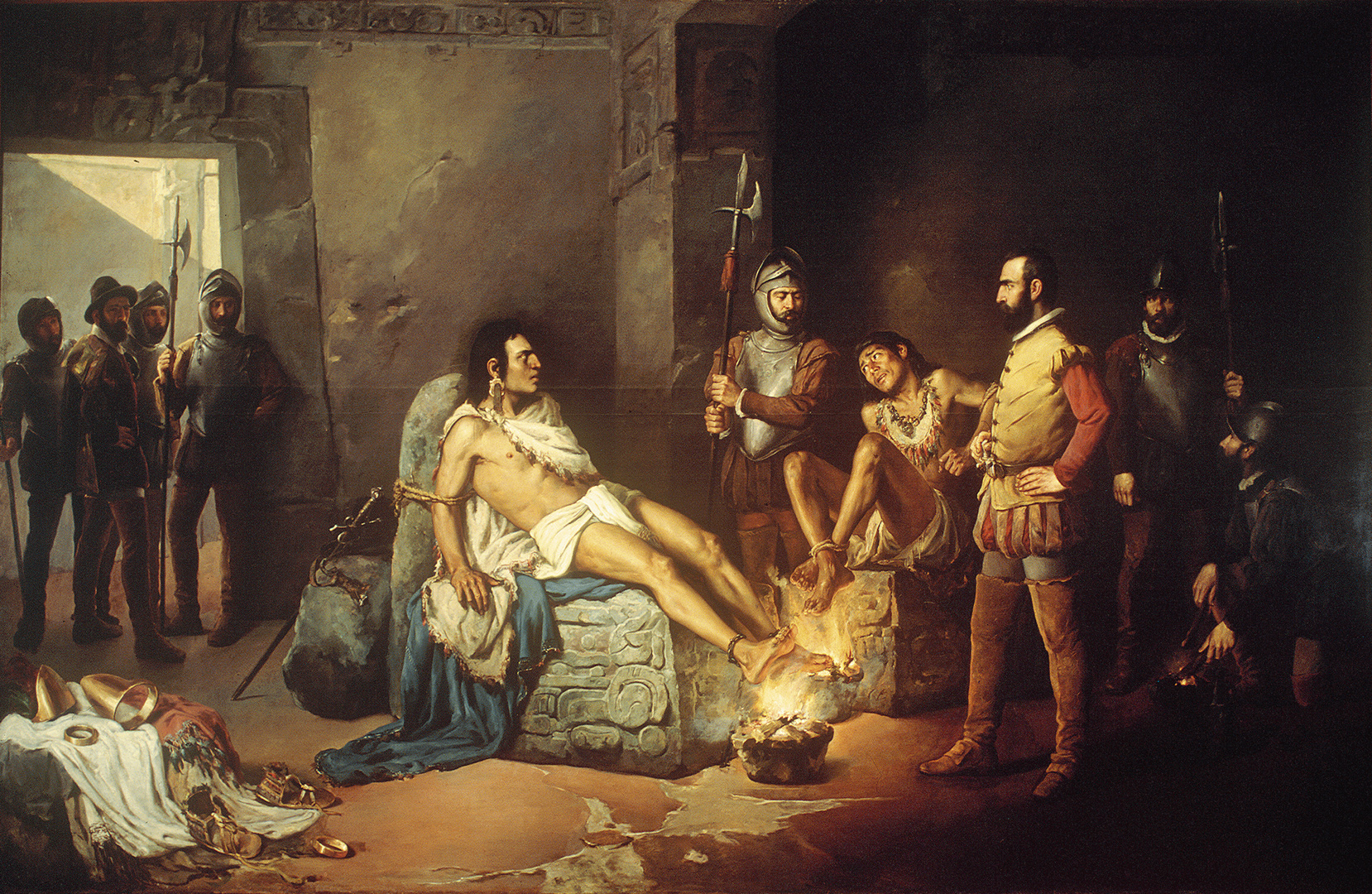
De marteling van Cuauhtemoc
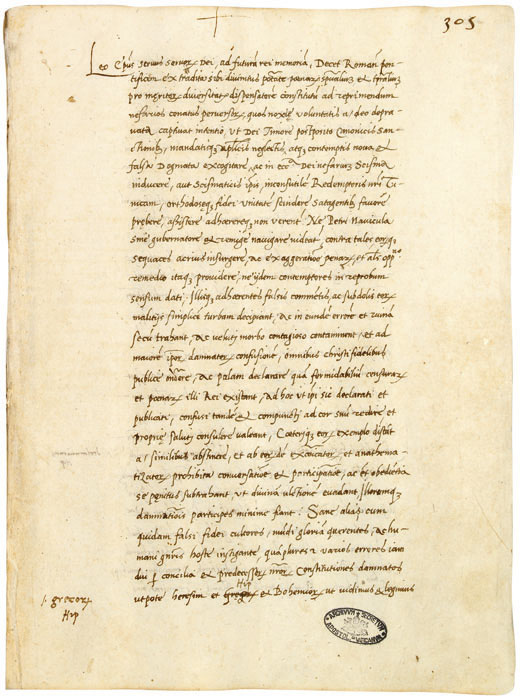
De bul Decet Romanum Pontificem
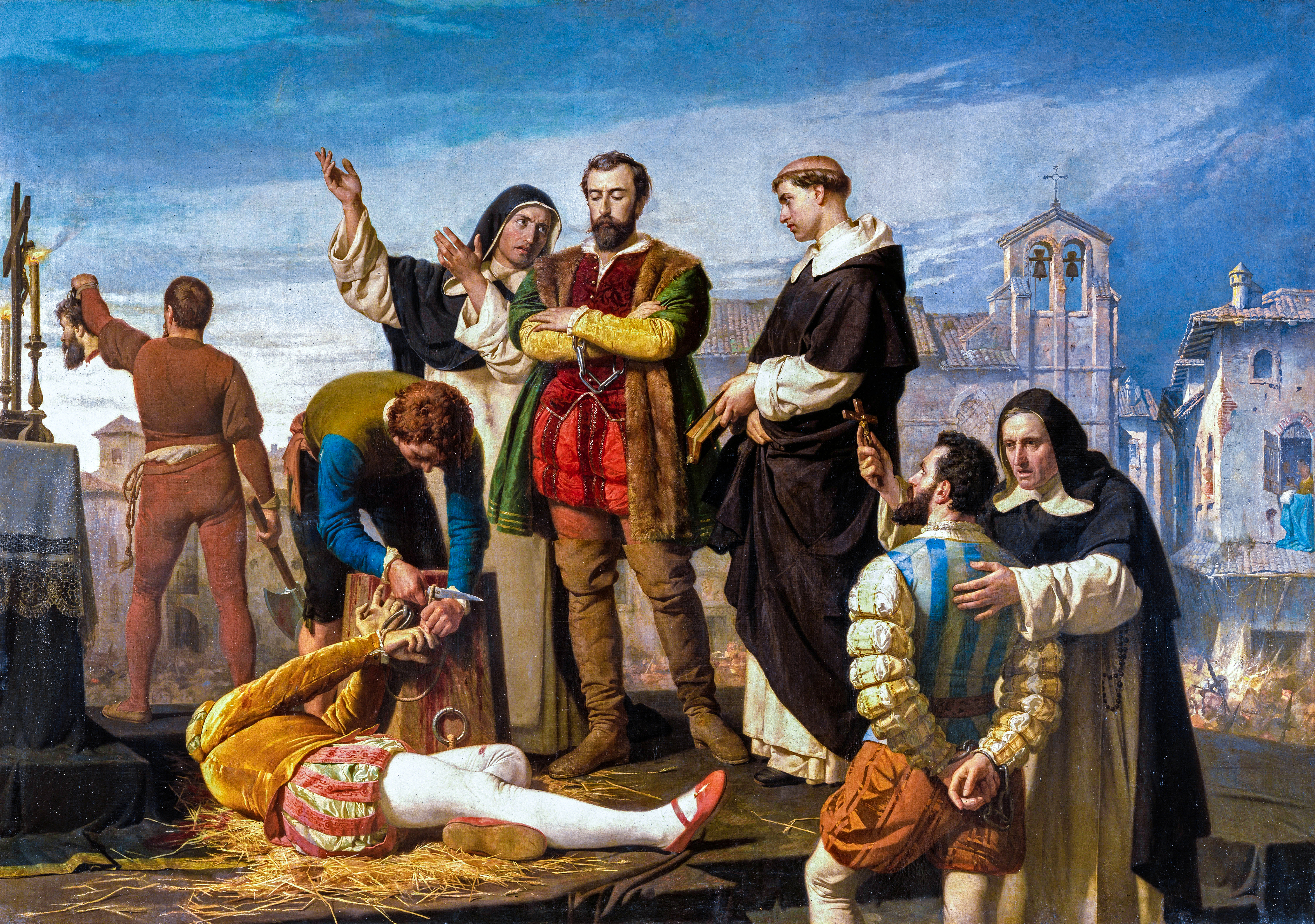
Executie van de Comuneros
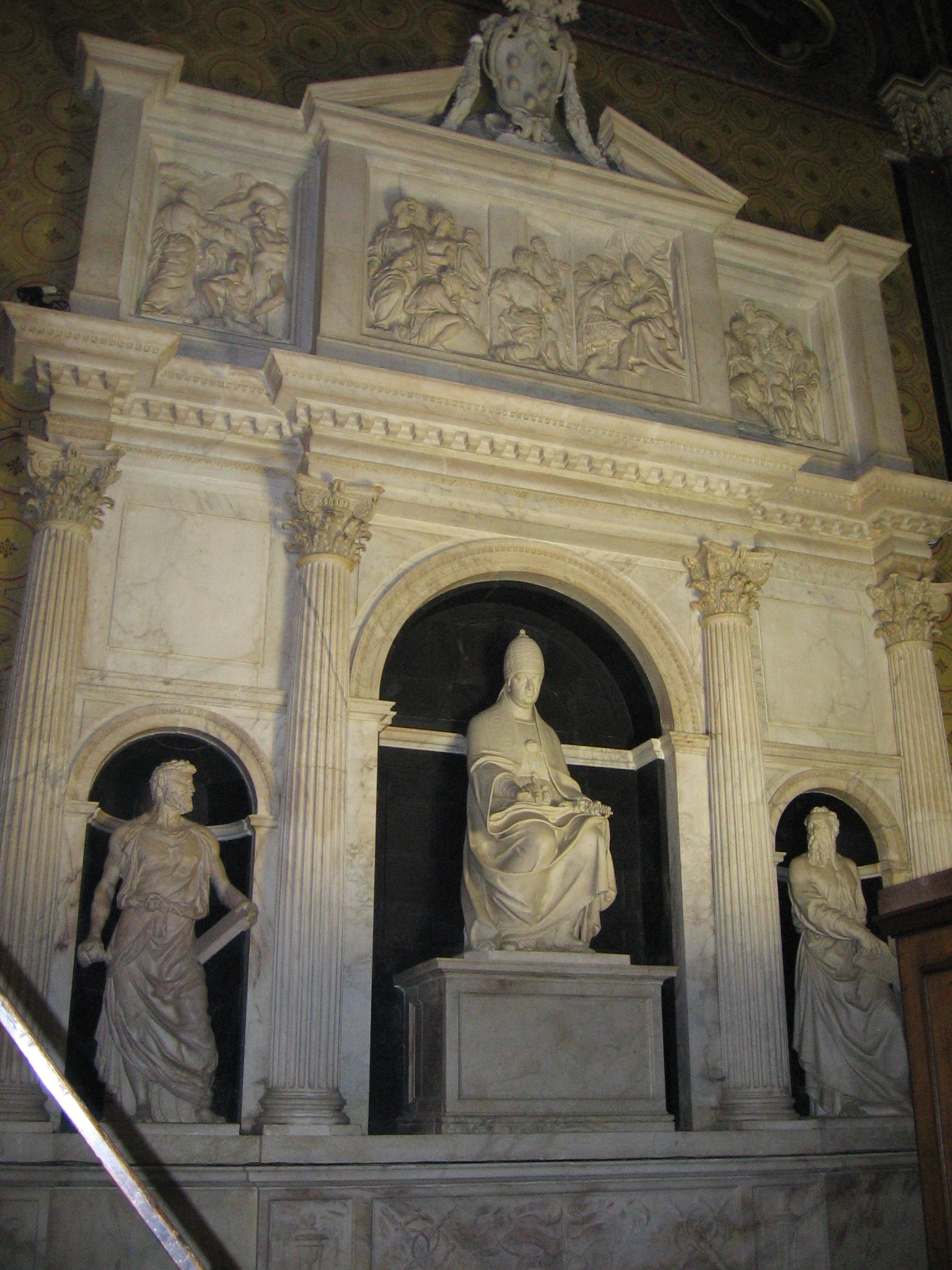
graftombe van paus Leo X
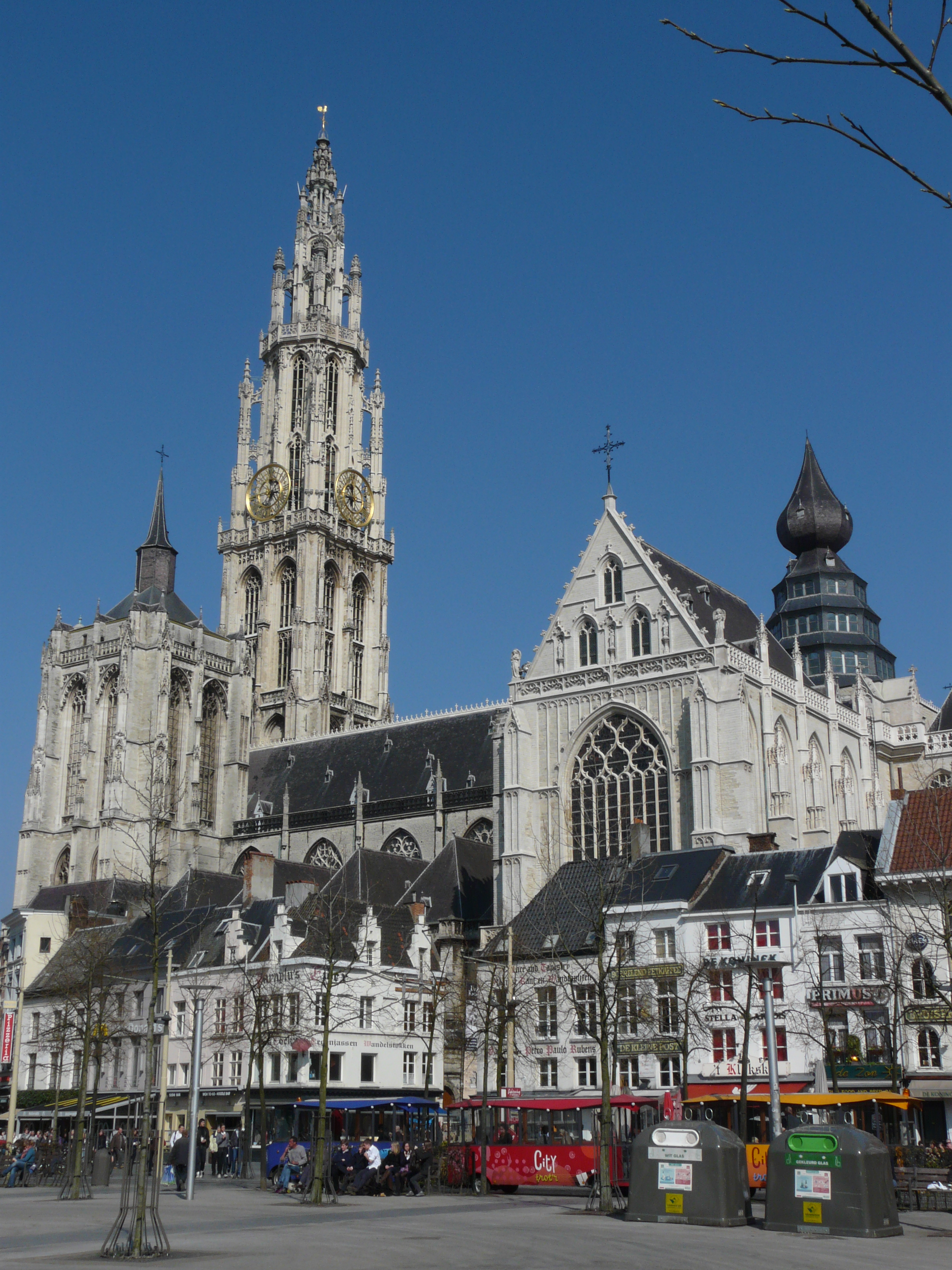
Onze-Lieve-Vrouwekathedraal, Antwerpen
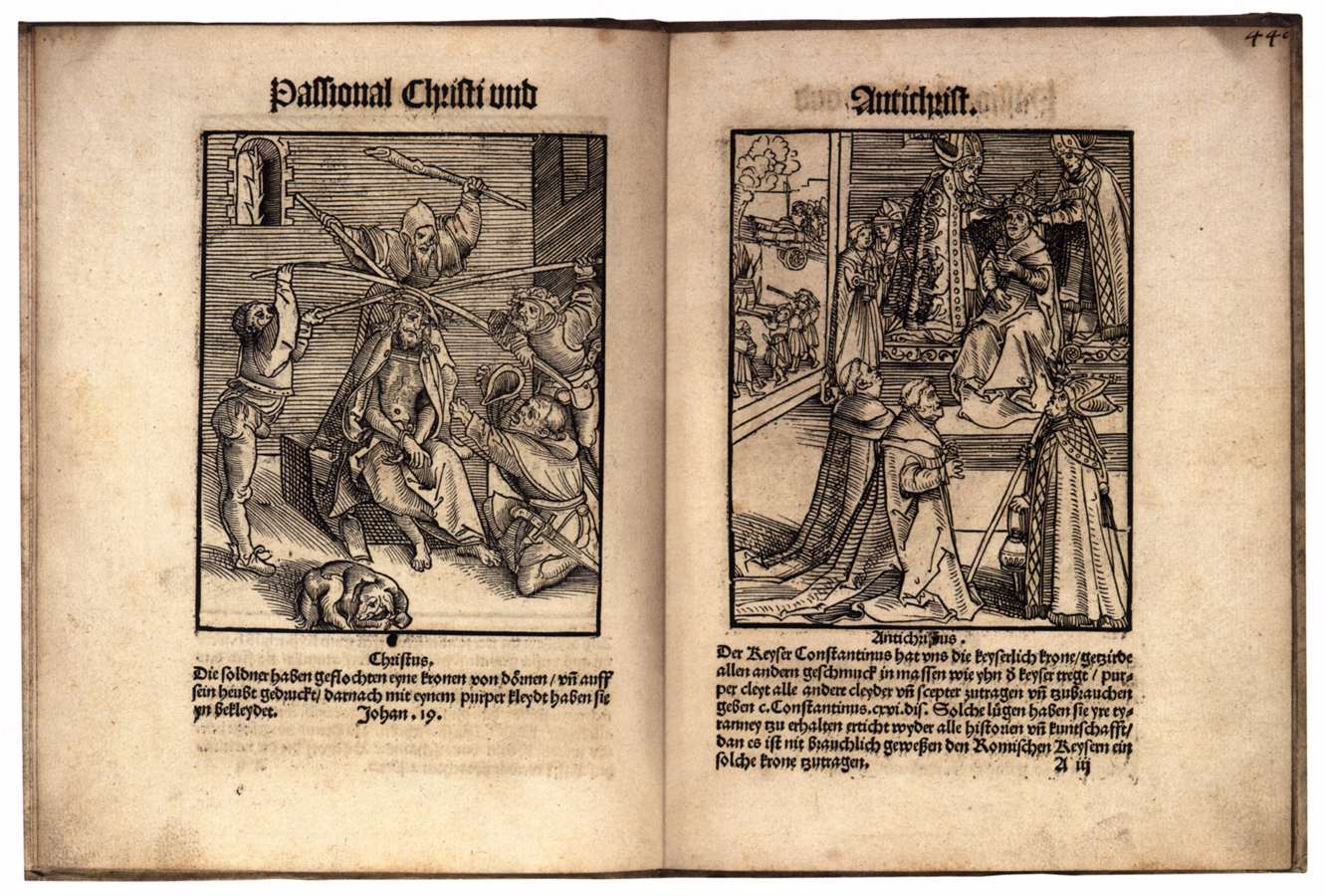
Passional Christi und Antichristi
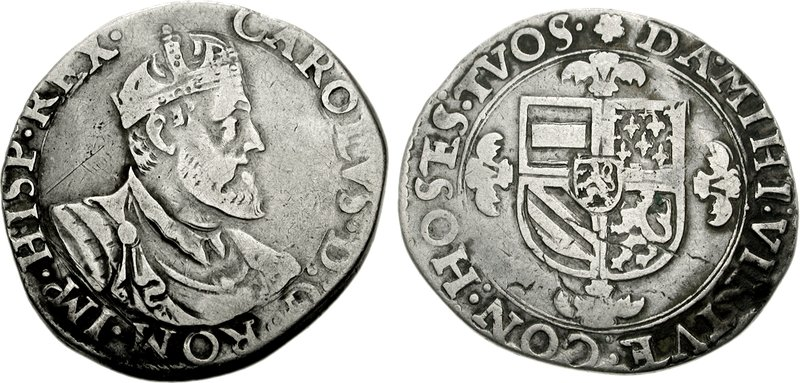
Carolusgulden
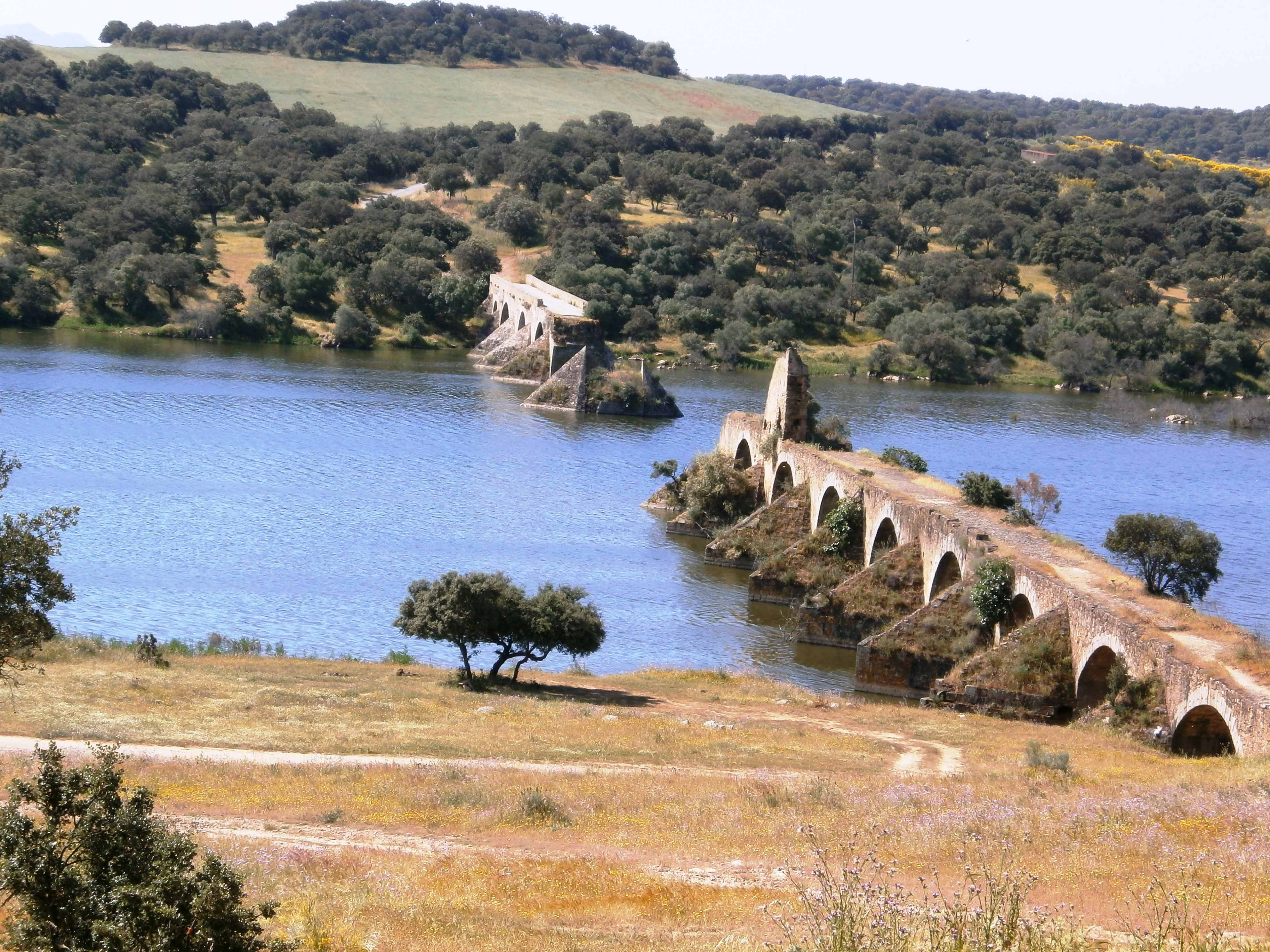
Ajudabrug

## Geboren
- 6 februari - Sebastian Ochsenkhun, Duits componist
- 21 maart - Maurits, keurvorst van Saksen
- 20 april - Pontus de Tyard, Frans dichter
- 8 mei - Petrus Canisius, Noord-Nederlands theoloog
- 10 mei - Johan Ernst van Saksen-Coburg, Duits edelman
- 9 juni - Thomas Perrenot, Frans diplomaat
- 25 juli - Richard van Palts-Simmern, Duits edelman
- 4 augustus - Urbanus VII, paus (1590)
- 19 augustus - Lodovico Guicciardini, Italiaans geschiedschrijver
- 1 oktober - Frederik Magnus van Solms-Laubach-Sonnenwalde, Duits edelman
- 21 oktober - Lucio Sassi, Italiaans kardinaal
- november - Christina, Deens prinses, echtgenote van Francesco II Sforza en Frans I van Lotharingen
- 1 december - Takeda Shingen, Japans daimyo
- 13 december - Sixtus V, paus (1585-1590)
- Jacob Aelbrechts, Zuid-Nederlands muziekinstrumentmaker
- Andreas Avellinus, Siciliaans geestelijke
- Willem Benson, Zuid-Nederlands schilder
- Cornelis Brouwer, Nederlands geestelijke
- Pieter van Foreest, Noord-Nederlands arts
- Gillis Hooftman, Zuid-Nederlands koopman
- Dirk van Liesvelt, Zuid-Nederlands staatsman
- Philippus de Monte, Zuid-Nederlands componist
- Girolamo Siciolante da Sermoneta, Italiaans schilder
- Antoon van Stralen, Zuid-Nederlands politicus
- Thomas Wyatt, Engels opstandelingenleider
- Marcus Gerards, Zuid-Nederlands kunstenaar (jaartal bij benadering)
- Wynant Hacfort, Noord-Nederlands politicus (jaartal bij benadering)
- Robrecht Holman, Zuid-Nederlands abt (jaartal bij benadering)
- Goswin II Kettler van Neu-Assen, Duits edelman (jaartal bij benadering)
- Lodewijk III de la Trémoille, Frans edelman (jaartal bij benadering)
- Johan I van Waldeck-Landau, Duits edelman (jaartal bij benadering)

## Overleden
- 7 januari - Willem van Croÿ (~23), aartsbisschop van Toledo
- 10 januari - Fabrizio del Carretto (~65), grootmeester van de Orde van Sint-Jan
- 15 maart - Johan II (62), hertog van Kleef
- 9 april - Roelof van Baern (~65), Noord-Nederlands edelman
- 20 april - Zhengde (29), keizer van Ming China (1505-1521)
- 26 april - Jan van Horne (~60), Zuid-Nederlands edelman
- 27 april - Ferdinand Magellaan (~40), Portugees ontdekkingsreiziger
- 28 april - Suzanna van Bourbon (29), Frans edelvrouw
- 7 mei - Johanna van Nassau-Saarbrücken (57), Duits edelvrouw
- 10 mei - Sebastian Brant (~63), Duits humanist
- 17 mei - Edward Stafford (43), Engels staatsman
- 28 mei - Willem II van Croÿ (~62), Zuid-Nederlands staatsman
- 30 mei - George I van Brieg (~39), Silezisch edelman
- 31 mei - Claudia van Chalon (~22), Frans edelvrouw
- juli - Juan Ponce de León (61), Spaans conquistador
- 27 augustus - Karel II van Nevers (~30), Frans edelman
- 27 augustus - Josquin Des Prez (~70), Bourgondisch componist
- 22 oktober - Edward Poynings (~62), Engels staatsman
- 24 oktober - Robert Fayrfax (57), Engels componist
- 29 oktober - Jacob van Lalaing, Zuid-Nederlands edelman
- 2 november - Margaretha van Lotharingen (~58), Frans edelvrouw en non
- 1 december - Leo X (45), paus (1513-1521)
- 8 december - Christina van Saksen (59), echtgenote van Johan van Denemarken
- 13 december - Emanuel I (52), koning van Portugal (1495-1521)
- Axayacatl Xicohténcatl, Azteeks prins
- Frederik van Egmont (~81), Noord-Nederlands edelman
- Leonardo Loredano, doge van Venetië
- Pati Oenoes, sultan van Demak
- Francisco Serrão, Portugees ontdekkingsreiziger
- Adriano di Castello, Italiaans kardinaal (jaartal bij benadering)
- Martin Waldseemüller, Duits cartograaf (jaartal bij benadering)